# ماروز ميشن
ماروز ميشن (بالإنجليزية: Maru's Mission)‏ (باليابانية: おいらじゃじゃ丸！～世界大冒険～)، هي لعبة فيديو يابانية، من تطوير توسي، ومن نشر شركة جاليكو، صدرت اللعبة في الأسواق سنة 1990، وتعمل على منصة غيم بوي الحصرية.